# 1948년
1948년은 목요일로 시작하는 윤년이다.

## 연호
- 대한민국(大韓民國) 대한민국(大韓民國) 30년
- 중화민국(中華民國) 민국(民國) 37년
- 일본(日本) 쇼와(昭和) 23년

## 사건
- 1월 7일 - UN, 유엔한국임시위원단 방한.
- 1월 12일 - 야오원위안, 17세 나이로 중국공산당 입당.
- 2월 4일 - 스리랑카, 독립 선언.
- 2월 7일 - 2·7 사건 발생.
- 2월 8일 - 조선인민군 창설
- 2월 26일 - UN, UN의 감시가 가능한 38선 이남 지역에서만의 선거 결의.
- 3월 27일 - 북조선로동당 제2차당대회
- 4월 3일 - 제주 4.3 사건 발발
- 4월 14일 - 한신교육투쟁 발발.
- 4월 18일 - 이탈리아 총선에서 알치데 데 가스페리 총리의 기독교민주당이 최다의석수를 차지하였다.
- 4월 19일
  - 남북 연석회의가 시작하다.
  - 미얀마 UN 가입
- 4월 20일 - 1948년 중화민국 총통 선거
- 5월 10일 - 남한에서, 제헌 국회 구성을 위한 첫 총선거가 실시되다.
- 5월 14일 - 이스라엘 건국.
- 7월 17일 - 남한에서, 대한민국을 국호로 하는 대한민국 제헌 헌법이 공포됨. 존 하지, 미군정 폐지 공식 선언.
- 7월 24일 - 대한민국의 초대 대통령 이승만 취임.
- 8월 4일 - 제헌국회, 의장과 부의장에 각각 신익희(申翼熙)와 김약수(金若水)선출
- 8월 5일 - 대한민국 국회, 초대 대법원장 김병로(金炳魯) 인준
- 8월 7일 - 대한민국 초대 정부 기구를 11부 4처 66국으로 결정
- 8월 15일 - 대한민국 정부(대한민국 제1공화국) 수립.
- 8월 16일 - 미군정, 대한민국 정부에 정권 이양
- 8월 25일 - 조선민주주의인민공화국, 북한 총선거 실시.
- 9월 3일 - 미군정, 경찰권 대한민국에 이양
- 9월 5일 - 대한민국, 국방경비대 개편으로 대한민국 육군과 대한민국 해군 발족.
- 9월 7일 - 대한민국 국회, 반민족행위처벌법 통과
- 9월 9일 - 조선민주주의인민공화국 임시정부 수립. (수상 김일성, 부수상 박헌영, 김책, 홍명희)
- 9월 12일 - 대한민국 국회, 연호를 단기(단군기원)로 변경 공포
- 9월 22일 - 대한민국 국회, 친일파 단죄를 위한 반민족행위처벌법 공포
- 9월 28일 - 대한민국 정부, 남북교역중지 선언
- 9월 30일 - 대한민국 국회, 한글전용법안 가결
- 10월 19일 - 여수·순천 사건이 일어나다.
- 11월 26일
  - 반민법개정안 국회통과
  - 유고슬라비아 티토 수상, 공산주의 독자 노선 선언
  - 12월 10일 - 유엔 총회에서 세계인권선언 채택
- 12월 12일 - 제3차 유엔 총회, 대한민국을 한반도에서 UN 위원단의 감시 아래 대다수 주민의 자유로운 선거가 치러진 지역 내 유일한 합법 정부로 결의.

## 문화
- 1월 30일 - 1948년 동계 올림픽 개막.
- 7월 29일 - 1948년 하계 올림픽 개막.

## 탄생

### 1월
- 1월 1일
  - 러시아 연방 초대 국방장관 파벨 그라체프. (~2012년)
  - 터키의 경제학자, 정치인, 부총리 데블레트 바흐첼리.
  - 아르헨티나의 기업인 호르헤 아모르 아메알.
- 1월 7일 - 일본의 가수, 성우 미즈키 이치로. (~2022년)
- 1월 9일
  - 대한민국의 공무원 출신 사회기관단체인 윤인선.
  - 멕시코의 영화배우 수사나 도사만테스. (~2022년)
- 1월 11일 - 대한민국의 배우 백찬기.
- 1월 12일 - 일본의 정치인 아라이 쇼케이. (~1998년)
- 1월 14일
  - 대한민국의 시인 박해수. (~2015년)
  - 미국의 영화배우 칼 웨더스. (~2024년)
  - 이탈리아의 전 축구 선수, 현 축구 감독 잔 피에로 벤투라.
- 1월 15일
  - 대한민국의 배우, 성우 황정아.
  - 대한민국의 기업인 정우현.
- 1월 16일 - 일본의 전 야구 선수, 정치가 호리우치 쓰네오.
- 1월 17일 - 대한민국의 시인 고정희. (~1991년)
- 1월 18일 - 대한민국의 성우 양지운.
- 1월 23일 - 대한민국의 교수, 박물관 김홍남.
- 1월 25일 - 오스트레일리아의 외교관, 언어학자 대니얼 케인. (~2021년)
- 1월 29일 - 일본의 우주인 모리 마모루.

### 2월
- 2월 1일 - 대한민국의 사회운동가 윤한봉. (~2007년)
- 2월 3일
  - 대한민국의 기업인 정준양.
  - 대한민국의 배우 봉혜선.
  - 동티모르의 성직자 카를루스 필리프 시메느스 벨루.
- 2월 4일 - 스페인의 가수, 배우 마리솔.
- 2월 5일
  - 미국의 배우 바버라 허시.
  - 스웨덴의 전 축구 선수, 현 축구 감독 스벤예란 에릭손. (~2024년)
  - 잉글랜드의 배우 톰 윌킨슨. (~2023년)
- 2월 6일 - 대한민국의 기업인 방상훈.
- 2월 12일 - 미국의 미국의 작가, 컴퓨터 과학자, 발명가이자 미래학자 레이 커즈와일.
- 2월 13일
  - 대한민국의 기업인, 정치인, 제14·15대 국회의원 이재명.
  - 멕시코의 영화배우 키튼 나티비더드. (~2022년)
- 2월 15일 - 미국의 만화가 아트 스피겔먼.
- 2월 24일
  - 아르헨티나의 전 축구 선수 루이스 갈반.
  - 스코틀랜드의 축구 선수 월터 스미스. (~2021년)
- 2월 26일 - 일본의 야구 선수 가도타 히로미쓰. (~2023년)
- 2월 29일 - 미국의 배우 켄 포리.

### 3월
- 3월 4일 - 미국의 작가 제임스 엘로이.
- 3월 6일 - 대한민국의 법조인 양승태.
- 3월 8일
  - 대한민국의 전 야구 선수, 야구 감독 이광환.
  - 영국의 철학자 조너선 색스. (~2020년)
  - 미국의 정치인 다이앤 앨런.
- 3월 12일
  - 대한민국의 가수 한대수.
  - 대한민국의 가수 최헌. (~2012년)
- 3월 14일
  - 홍콩의 배우, 영화 프로듀서 하가구. (~2015년)
  - 미국의 배우 빌리 크리스털.
  - 일본의 엔카 가수이자 배우, 작곡가 이츠키 히로시.
- 3월 15일
  - 브라질의 외교관 세르지우 비에이라 지 멜루.
  - 소련의 레슬링 선수 레반 테디아슈빌리. (~2024년)
- 3월 17일 - 캐나다의 작가 윌리엄 깁슨.
- 3월 18일 - 대한민국의 정치인 이철.
- 3월 19일 - 대한민국의 공무원 유영.
- 3월 20일 - 에스토니아의 영화배우 헬레네 반나리. (~2022년)
- 3월 22일 - 영국의 뮤지컬 작곡가 앤드루 로이드 웨버.
- 3월 24일 - 예지 쿠쿠츠카.
- 3월 25일 - 대한민국의 교육인 이기우.
- 3월 26일 - 대한민국의 바이올리니스트 정경화.
- 3월 27일
  - 태국의 가수 썬펫 썬쑤판. (~2022년)
  - 독일의 배우 루트거 피스토어.
- 3월 28일 - 대한민국의 정치인 강재섭.
- 3월 29일 - 대한민국의 판화가, 서양화가 이인화.
- 3월 30일 - 아일랜드의 자동차 경영인 에디 조던. (~2025년)
- 3월 31일
  - 미국의 정치인 앨 고어.
  - 미국의 배우 레아 펄먼.

### 4월
- 4월 1일 - 대한민국의 의학자 문신용.
- 4월 6일 - 프랑스의 영화 감독 필리프 가렐.
- 4월 9일 - 미국의 정치인 보니 캠벨.
- 4월 10일 - 대한민국의 성악가 강병운.
- 4월 12일 - 이탈리아의 전 축구 선수, 현 축구 감독 마르첼로 리피.
- 4월 17일 - 대한민국의 전직 광역의회의원 김형준.
- 4월 20일 - 미국의 영화배우 그레고리 이친. (~2022년)
- 4월 24일 - 대한민국의 극작가, 연출가, 소설가 김봉웅. (~2010년)
- 4월 25일 - 헝가리의 영화배우 언도러이 페테르. (~2020년)
- 4월 28일 - 대한민국의 국회의원, 관료 김광림.

### 5월
- 5월 1일 ~ 5월 3일 임시공휴일로 징검다리 연휴 (3일)로 지정했어요.
- 5월 4일 - 미국의 산악학자 리처드 B. 헤이스. (~2025년)
- 5월 5일 - 대한민국의 소설가, 기자, 문학평론가 김훈.
- 5월 18일 - 대한민국의 문학인 이문열.
- 5월 19일
  - 홍콩의 배우 친샹린.
  - 자메이카의 가수, 배우 그레이스 존스.
- 5월 25일
  - 대한민국의 인권운동가 서준식.
  - 대한민국의 소방공무원 신주영.
- 5월 26일 - 캐나다의 영화배우, 모델 데일 헤이든. (~2024년)
- 5월 31일 - 영국의 음악가 존 본햄. (전 레드 제플린의 드러머) (~1980년)

### 6월
- 6월 7일
  - 대한민국의 뮤지컬 연출가 윤호진.
  - 유고슬라비아와 크로아티아의 수구 선수 라트코 루디치.
- 6월 14일 - 대한민국의 동양철학자 김용옥.
- 6월 19일 - 영국의 가수 닉 드레이크. (~1974년)
- 6월 21일 - 폴란드의 판타지 소설가 안제이 삽코프스키.
- 6월 22일
  - 대한민국의 공무원, 정치인 배덕광. (~2023년)
  - 폴란드의 축구인 프란치셰크 스무다. (~2024년)
- 6월 28일 - 미국의 배우 캐시 베이츠.

### 7월
- 7월 2일
  - 대한민국의 성우 노민.
  - 대한민국의 약사, 기초자치단체장 엄태항.
- 7월 6일 - 프랑스의 배우 나탈리 베이.
- 7월 8일
  - 대한민국의 정치인 정화원.
  - 대한민국의 언론인 양영철.
- 7월 11일
  - 대한민국의 시인 채광석. (~1987년)
  - 대한민국의 정치인 김순애.
  - 헝가리의 언어학자 히다시 유디트.
- 7월 12일
  - 일본의 성우 토타니 코지. (~2006년)
  - 미국의 배우, 피트니스 강사 리처드 시먼스. (~2024년)
  - 레바논의 소설가, 사회운동가 일라이어스 코리. (~2024년)
- 7월 15일 - 대한민국의 가수, 작사가 김세환.
- 7월 16일 - 이스라엘의 세계적인 바이올리니스트, 비올리스트 핀커스 주커만.
- 7월 22일 - 콜롬비아 무장혁명군(FARC)의 최고지도자 알폰소 카노.
- 7월 24일 - 대한민국의 배우 김창봉.
- 7월 27일
  - 대한민국의 배우, 방송인, 저술가 김린.
  - 스웨덴의 의사, 통계학자 한스 로슬링. (~2017년)
- 7월 28일
  - 일본의 음악가, 음반프로듀서 오타키 에이이치. (~2013년)
  - 네덜란드의 축구 선수 뤼트 헤일스. (~2023년)
- 7월 30일 - 프랑스의 배우 장 르노.

### 8월
- 8월 1일
  - 미국의 언더그라운드 만화가 알린 코민스키크럼.
  - 대한민국의 가수 김국환.
  - 대한민국의 정치인 진석규.
- 8월 2일 - 대한민국의 배우 최은숙.
- 8월 3일 - 대한민국의 가수 이남이. (~2010년)
- 8월 8일
  - 대한민국의 승려, 정치인 김길수.
  - 일본의 전 축구 선수 마쓰나가 아키라.
- 8월 9일 - 대한민국의 법조인, 정치인 김황식.
- 8월 13일
  - 미국의 소프라노 가수 캐슬린 배틀.
  - 대한민국의 배우 박혜숙.
- 8월 17일 - 대한민국의 배우 김민정.
- 8월 19일 - 캐나다의 가수 및 작곡가 수전 잭스. (~2022년)
- 8월 20일 - 영국의 가수, 작곡가 로버트 플랜트.
- 8월 24일 - 프랑스의 작곡가, 신시사이저 연주자 장미셸 자르.
- 8월 26일 - 미국의 기업인 겸 투자가 로버트 트럼프. (~2020년)

### 9월
- 9월 1일 - 대한민국의 바둑 기사 유건재. (~2021년)
- 9월 5일 - 대한민국의 정치인 유인태.
- 9월 6일
  - 헝가리의 레슬링 선수 헤게뒤시 처버.
  - 홍콩의  가수, 영화 배우 허관걸.
- 9월 7일 - 아랍에미리트의 제2대 대통령 할리파 빈 자이드 나하얀. (~2022년)
- 9월 11일 - 대한민국의 법조인, 정치인 김황식.
- 9월 14일 - 대한민국의 사업가 정몽헌. (~2003년)
- 9월 15일 - 대한민국의 정치인 여상규.
- 9월 19일
  - 영국의 배우 제러미 아이언스.
  - 우크라이나의 축구 선수 미하일로 포멘코. (~2024년)
- 9월 20일 - 미국의 작가 조지 R. R. 마틴.
- 9월 21일
  - 대한민국의 대학 교수 노동일.
  - 헝가리의 축구 선수 뮐레르 샨도르. (~2024년)
- 9월 25일 - 대한민국의 기업인 김희연.
- 9월 26일 - 오스트레일리아의 가수, 배우 올리비아 뉴턴존. (~2022년)
- 9월 28일 - 대한민국의 노동운동가 전태일. (~1970년)

### 10월
- 10월 1일 ~ 10월 4일 개천절 징검다리 연휴 (4일)
- 10월 4일 - 미국의 기업인 린다 맥마흔
- 10월 7일 - 일본의 역사가, 인권 운동가 김영달.  (~2000년)
- 10월 9일 - 폴란드의 정치가, 한나 수호츠카.
- 10월 9일 ~ 10월 11일 한글날 징검다리 연휴 (3일)
- 10월 10일 - 대한민국의 조폭 김태촌. (~2013년)
- 10월 12일 - 영국의 가수 릭 파핏. (~2016년)
- 10월 16일 - 미국의 저널리스트 안드레 리언 탤리. (~2022년)
- 10월 17일
  - 대한민국의 영화배우 신일룡. (~2022년)
  - 미국의 영화배우 마곳 키더. (~2018년)
- 10월 18일 - 대한민국의 정치인 김동성. (~2022년)
- 10월 22일 - 대한민국의 배우 주호성.
- 10월 28일 - 대한민국의 정치인 오거돈.
- 10월 29일 - 대한민국의 언론인 문창극.

### 11월
- 11월 1일 - 대한민국의 목사 박영선.
- 11월 2일
  - 대한민국의 배우 김병기.
  - 대한민국의 의사, 교육자 김한중.
- 11월 3일 - 영국의 가수, 배우 룰루.
- 11월 5일 - 폴란드의 권투 선수 야누시 고르타트. (~2023년)
- 11월 6일 - 미국의 가수 글렌 프레이. (~2016년)
- 11월 7일 - 이탈리아의 영화배우 다니엘라 조르다노. (~2022년)
- 11월 8일
  - 일본의 역사학자 이마니시 하지메. (~2022년)
  - 미국의 단거리 선수 존 사이크스. (~2025년)
- 11월 9일 - 브라질의 전 축구 선수, 현 축구 감독 루이스 펠리피 스콜라리.
- 11월 12일
  - 대한민국 제6·7·10대 전라북도 전주시의원 이완구.
  - 일본의 성우, 배우 긴가 반조.
- 11월 14일 - 영국의 국왕 찰스 3세.
- 11월 15일
  - 대한민국의 정치인 강운태.
  - 대한민국의 관료, 금융인, 기업인 방영민.
- 11월 16일 - 네덜란드의 전 축구 선수, 현 축구 감독 아리 한.
- 11월 18일 - 대한민국의 전직 제주도의원 김영희.
- 11월 20일
  - 대한민국의 영화 감독 박철수. (~2013년)
  - 미국의 소프라노 가수 바바라 헨드릭스.
  - 미국의 정치인 존 볼턴.
- 11월 22일 - 세르비아의 축구 선수 라도미르 안티치. (~2020년)
- 11월 26일 - 미국의 군인이자 범죄자 앤드류 브래넌. (~2015년)
- 11월 28일 - 폴란드의 영화감독 아그니에슈카 홀란트.
- 11월 30일 - 중화인민공화국의 영화배우 쉬사오슝.

### 12월
- 12월 1일
  - 대한민국의 언론인 김승한.
  - 영국의 성공회 주교 겸 기독교 신약성서 학자 니컬러스 토머스 라이트.
- 12월 3일
  - 영국의 가수 오지 오즈번 (블랙 사바스).
  - 대한민국의 성우 이성.
- 12월 6일 - 일본의 정치인 스가 요시히데.
- 12월 11일
  - 대한민국의 국회의원 이인제.
  - 일본의 가수, 배우, 작사가 타니무라 신지. (~2023년)
- 12월 12일 - 이스라엘의 수학자 엘리야후 립스. (~2024년)
- 12월 15일 - 대한민국의 정치인 강운태.
- 12월 18일 - 대한민국의 정치인 조성준. (~2022년)
- 12월 20일 - 탄자니아 태생의 영국 소설가 압둘라자크 구르나.
- 12월 21일
  - 대한민국의 가수 배인순.
  - 미국의 영화 배우, 영화 제작자. 새뮤얼 L. 잭슨.
- 12월 23일 - 대한민국의 배우 노영국. (~2023년)
- 12월 25일 ~ 12월 27일 성탄절 징검다리 연휴 (3일)
- 12월 27일 - 프랑스의 배우 제라르 드파르디외.
- 12월 28일 - 대한민국의 산악인 고상돈. (~1979년)
- 12월 31일 - 미국의 가수, 영화배우 도나 서머. (~2012년)

### 미상
- 아르헨티나의 출신 작가 알베르토 망구엘.
- 영국의 기업인 앨러스테어 존스턴.
- 대한민국의 컴퓨터 공학자 고건. (~2018년)
- 대한민국의 교육인 김명수.
- 대한민국의 목회자 이요나. (~2024년)
- 대한민국의 목사 장효희. (~2003년)
- 대한민국의 언론인 한경석. (~2024년)
- 대한민국의 광주광역시 북구의원 김태환.
- 대한민국의 시인, 신문기자 박찬. (~2007년)
- 대한민국의 정치인, 대구광역시 달서구의원, 대구광역시의원 정태성.
- 일본의 전 프로 야구 선수 다카하시 사토시.
- 일본의 변호사 사토 히로시.

## 사망
- 1월 30일

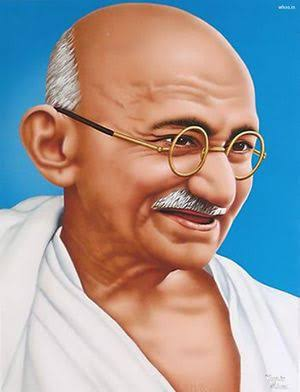
마하트마 간디

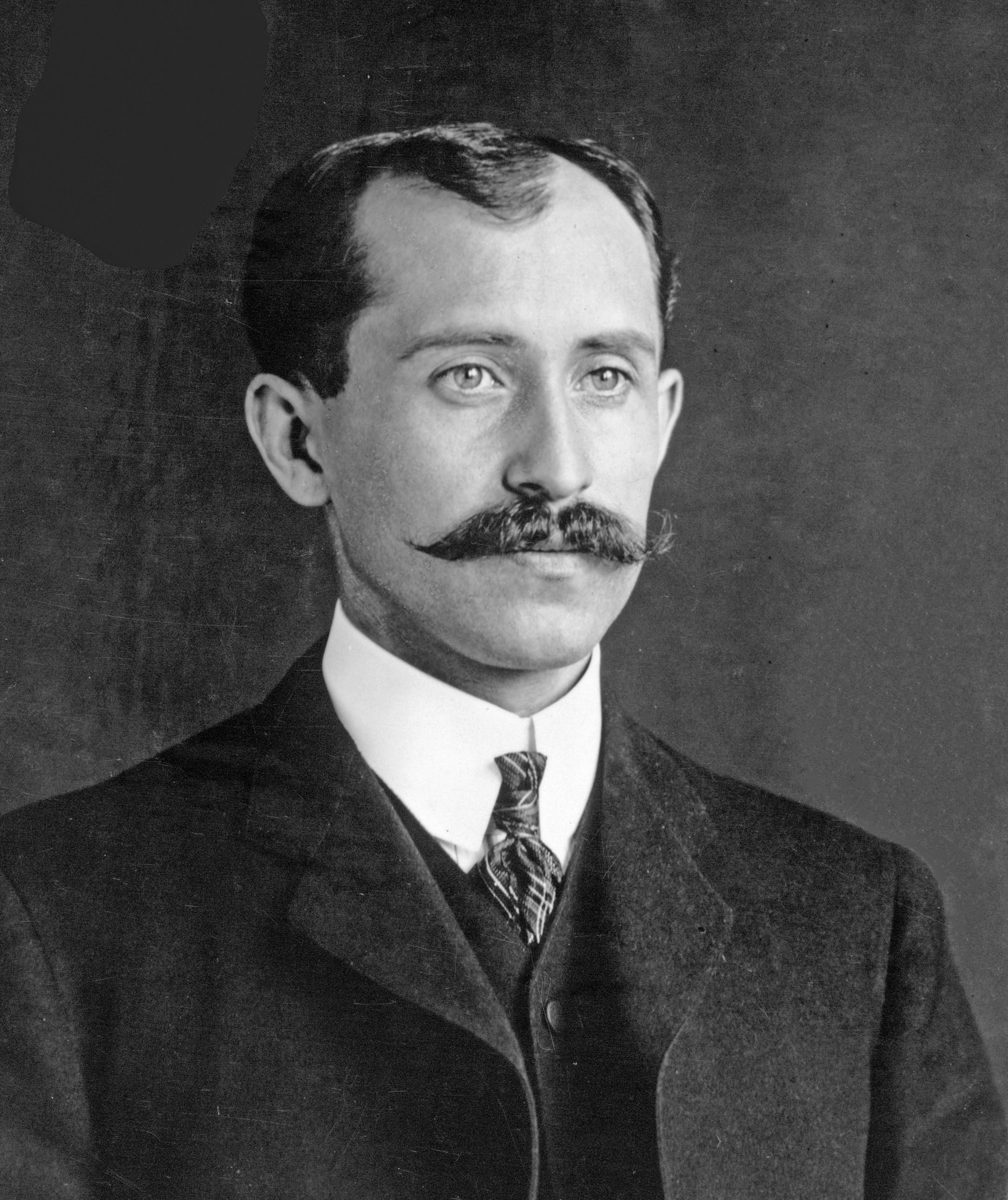
오빌 라이트

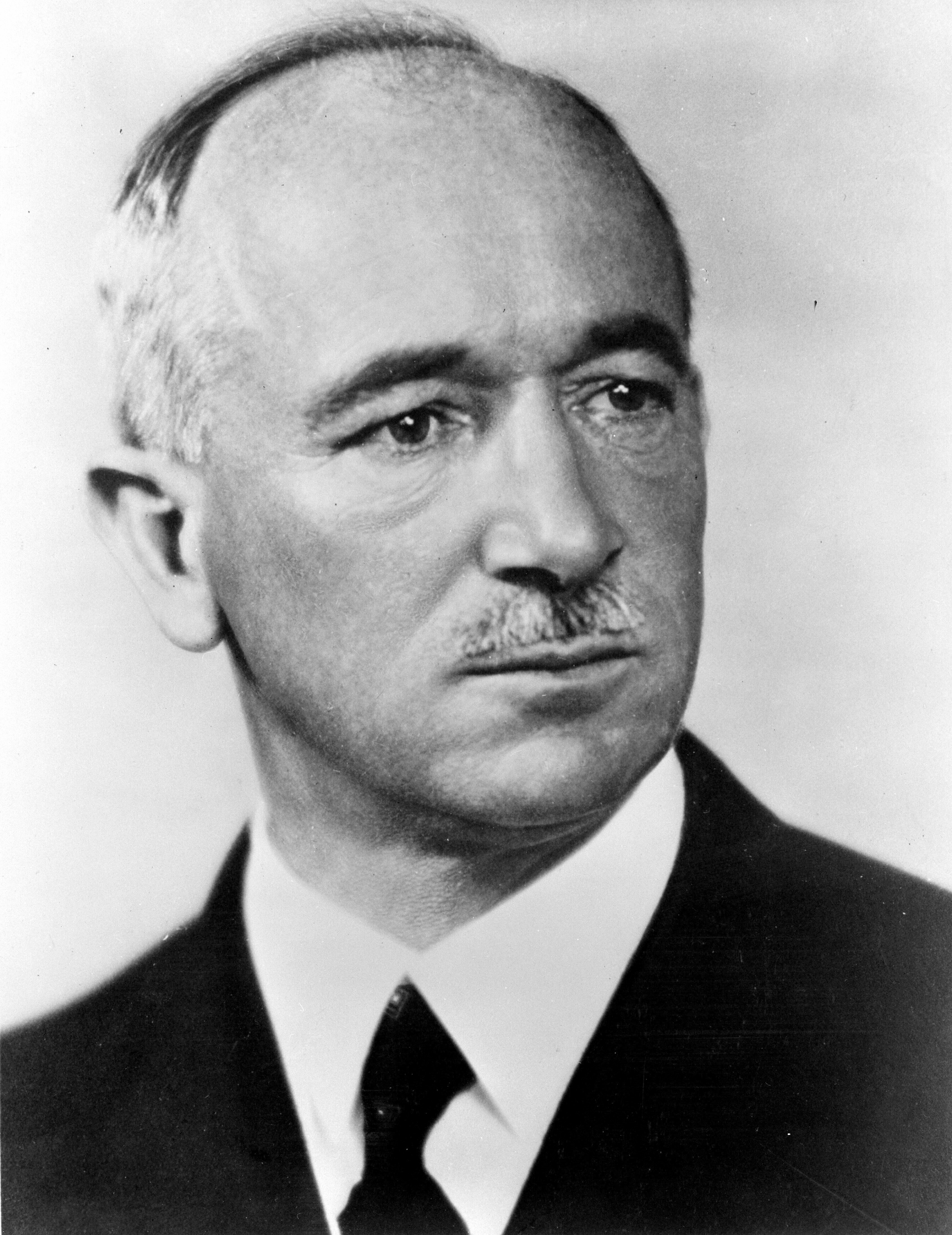
에드바르트 베네시

  - 인도의 독립운동가 겸 정치인 마하트마 간디. (1869년~)
  - 미국의 비행기 발명가 오빌 라이트. (1871년~)
- 6월 13일 - 일본의 소설가 다자이 오사무. (1909년~)
- 7월 15일 - 미국의 군인 존 J. 퍼싱. (1860년~)
- 8월 16일 - 미국의 프로 야구 선수 베이브 루스. (1895년~)
- 9월 3일 - 체코슬로바키아 정치인 에드바르트 베네시. (1884년~)
- 9월 11일 - 파키스탄의 초대 대통령 무함마드 알리 진나. (1876년~)
- 10월 14일 - 미국의 영화 배우 데일 풀러. (1885년~)
- 12월 23일 - 일본의 군인, 정치인 도조 히데키. (1884년~)

## 달력
| 1월 |    |    |    |    |    |    |
| 일  | 월 | 화 | 수 | 목 | 금 | 토 |
|     |    |    |    | 1  | 2  | 3  |
| 4   | 5  | 6  | 7  | 8  | 9  | 10 |
| 11  | 12 | 13 | 14 | 15 | 16 | 17 |
| 18  | 19 | 20 | 21 | 22 | 23 | 24 |
| 25  | 26 | 27 | 28 | 29 | 30 | 31 |

| 2월 |    |    |    |    |    |    |
| 일  | 월 | 화 | 수 | 목 | 금 | 토 |
| 1   | 2  | 3  | 4  | 5  | 6  | 7  |
| 8   | 9  | 10 | 11 | 12 | 13 | 14 |
| 15  | 16 | 17 | 18 | 19 | 20 | 21 |
| 22  | 23 | 24 | 25 | 26 | 27 | 28 |
| 29  |    |    |    |    |    |    |

| 3월 |    |    |    |    |    |    |
| 일  | 월 | 화 | 수 | 목 | 금 | 토 |
|     | 1  | 2  | 3  | 4  | 5  | 6  |
| 7   | 8  | 9  | 10 | 11 | 12 | 13 |
| 14  | 15 | 16 | 17 | 18 | 19 | 20 |
| 21  | 22 | 23 | 24 | 25 | 26 | 27 |
| 28  | 29 | 30 | 31 |    |    |    |

| 4월 |    |    |    |    |    |    |
| 일  | 월 | 화 | 수 | 목 | 금 | 토 |
|     |    |    |    | 1  | 2  | 3  |
| 4   | 5  | 6  | 7  | 8  | 9  | 10 |
| 11  | 12 | 13 | 14 | 15 | 16 | 17 |
| 18  | 19 | 20 | 21 | 22 | 23 | 24 |
| 25  | 26 | 27 | 28 | 29 | 30 |    |

| 5월 |    |    |    |    |    |    |
| 일  | 월 | 화 | 수 | 목 | 금 | 토 |
|     |    |    |    |    |    | 1  |
| 2   | 3  | 4  | 5  | 6  | 7  | 8  |
| 9   | 10 | 11 | 12 | 13 | 14 | 15 |
| 16  | 17 | 18 | 19 | 20 | 21 | 22 |
| 23  | 24 | 25 | 26 | 27 | 28 | 29 |
| 30  | 31 |    |    |    |    |    |

| 6월 |    |    |    |    |    |    |
| 일  | 월 | 화 | 수 | 목 | 금 | 토 |
|     |    | 1  | 2  | 3  | 4  | 5  |
| 6   | 7  | 8  | 9  | 10 | 11 | 12 |
| 13  | 14 | 15 | 16 | 17 | 18 | 19 |
| 20  | 21 | 22 | 23 | 24 | 25 | 26 |
| 27  | 28 | 29 | 30 |    |    |    |

| 7월 |    |    |    |    |    |    |
| 일  | 월 | 화 | 수 | 목 | 금 | 토 |
|     |    |    |    | 1  | 2  | 3  |
| 4   | 5  | 6  | 7  | 8  | 9  | 10 |
| 11  | 12 | 13 | 14 | 15 | 16 | 17 |
| 18  | 19 | 20 | 21 | 22 | 23 | 24 |
| 25  | 26 | 27 | 28 | 29 | 30 | 31 |

| 8월 |    |    |    |    |    |    |
| 일  | 월 | 화 | 수 | 목 | 금 | 토 |
| 1   | 2  | 3  | 4  | 5  | 6  | 7  |
| 8   | 9  | 10 | 11 | 12 | 13 | 14 |
| 15  | 16 | 17 | 18 | 19 | 20 | 21 |
| 22  | 23 | 24 | 25 | 26 | 27 | 28 |
| 29  | 30 | 31 |    |    |    |    |

| 9월 |    |    |    |    |    |    |
| 일  | 월 | 화 | 수 | 목 | 금 | 토 |
|     |    |    | 1  | 2  | 3  | 4  |
| 5   | 6  | 7  | 8  | 9  | 10 | 11 |
| 12  | 13 | 14 | 15 | 16 | 17 | 18 |
| 19  | 20 | 21 | 22 | 23 | 24 | 25 |
| 26  | 27 | 28 | 29 | 30 |    |    |

| 10월 |    |    |    |    |    |    |
| 일   | 월 | 화 | 수 | 목 | 금 | 토 |
|      |    |    |    |    | 1  | 2  |
| 3    | 4  | 5  | 6  | 7  | 8  | 9  |
| 10   | 11 | 12 | 13 | 14 | 15 | 16 |
| 17   | 18 | 19 | 20 | 21 | 22 | 23 |
| 24   | 25 | 26 | 27 | 28 | 29 | 30 |
| 31   |    |    |    |    |    |    |

| 11월 |    |    |    |    |    |    |
| 일   | 월 | 화 | 수 | 목 | 금 | 토 |
|      | 1  | 2  | 3  | 4  | 5  | 6  |
| 7    | 8  | 9  | 10 | 11 | 12 | 13 |
| 14   | 15 | 16 | 17 | 18 | 19 | 20 |
| 21   | 22 | 23 | 24 | 25 | 26 | 27 |
| 28   | 29 | 30 |    |    |    |    |

| 12월 |    |    |    |    |    |    |
| 일   | 월 | 화 | 수 | 목 | 금 | 토 |
|      |    |    | 1  | 2  | 3  | 4  |
| 5    | 6  | 7  | 8  | 9  | 10 | 11 |
| 12   | 13 | 14 | 15 | 16 | 17 | 18 |
| 19   | 20 | 21 | 22 | 23 | 24 | 25 |
| 26   | 27 | 28 | 29 | 30 | 31 |    |

### 음양력 대조 일람
| 음력월 | 월건 | 대소 | 음력 1일의 양력 월일 | 음력 1일 간지 |
| ------ | ---- | ---- | -------------------- | ------------- |
| 1월    | 갑인 | 대   | 2월 10일             | 을축          |
| 2월    | 을묘 | 소   | 3월 11일             | 을미          |
| 3월    | 병진 | 대   | 4월 9일              | 갑자          |
| 4월    | 정사 | 소   | 5월 9일              | 갑오          |
| 5월    | 무오 | 대   | 6월 7일              | 계해          |
| 6월    | 기미 | 소   | 7월 7일              | 계사          |
| 7월    | 경신 | 소   | 8월 5일              | 임술          |
| 8월    | 신유 | 대   | 9월 3일              | 신묘          |
| 9월    | 임술 | 소   | 10월 3일             | 신유          |
| 10월   | 계해 | 대   | 11월 1일             | 경인          |
| 11월   | 갑자 | 소   | 12월 1일             | 경신          |
| 12월   | 을축 | 대   | 12월 30일            | 기축          |